# Palác Luxor
Palác Luxor, dříve Palác Avion a palác Letka, je budova na Václavském náměstí číslo popisné 820/41, na Novém Městě, Praha 1. Byla vystavěna podle projektu Bohumíra Kozáka a Nikoly Dobroviće v letech 1925-1927. V domě sídlí hotel významného mezinárodního řetězce Ramada, Palác knih Luxor a kavárna Luxor Café.
Budovu vlastnila společnost REGA Property Invest s.r.o., jejíž mateřskou společností byl rakouský developer S IMMO. Toho v roce 2022 ovládla CPI Property Group českého podnikatele Radovana Vítka. V roce 2025 byla společnost REGA Property Invest prodána společnosti Atlanis s.r.o. podnikatele Jurije Ivanova. Společnost REGA Property Investment následně zanikla a sloučila se do společnosti Atlantis, která je tak od roku 2025 bezprostředním vlastníkem budovy.

## Zajímavosti

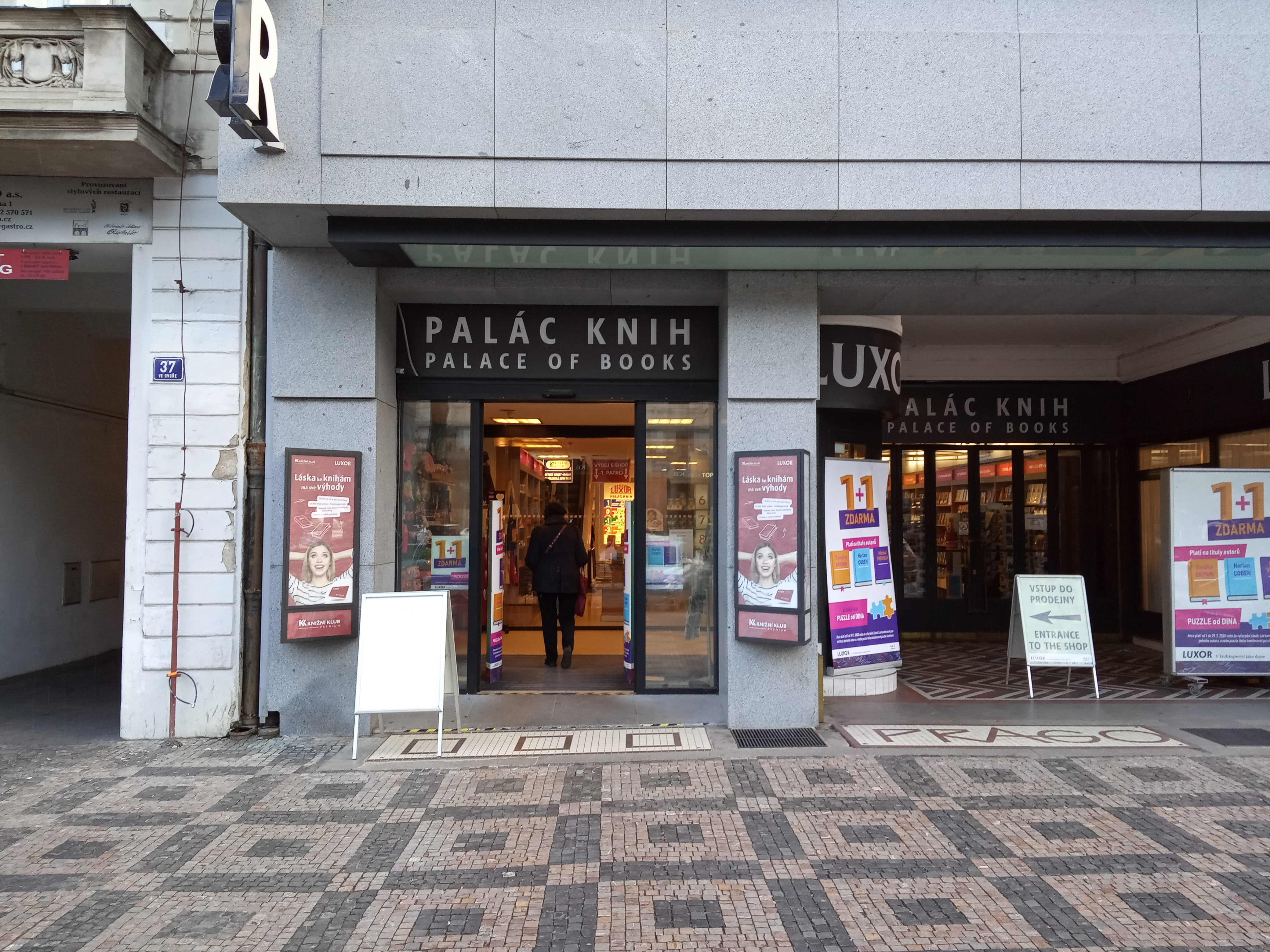
Palác Luxor

Podle informací z internetových stránek www.luxor.cz je Palác knih Luxor největší knihkupectví ve střední Evropě, a je tak historicky nejúspěšnějším knihkupectvím Česka.[zdroj?] Provoz knihkupectví byl zahájen 14. srpna 2002.
V dnešních podzemních prostorách tohoto knihkupectví bývalo umístěno kino Avion (později Čas[zdroj?]). V roce 1950 se na adrese Václavské náměstí 41 uvádí vinárna 5-P.